# ジョン・クレスウェル

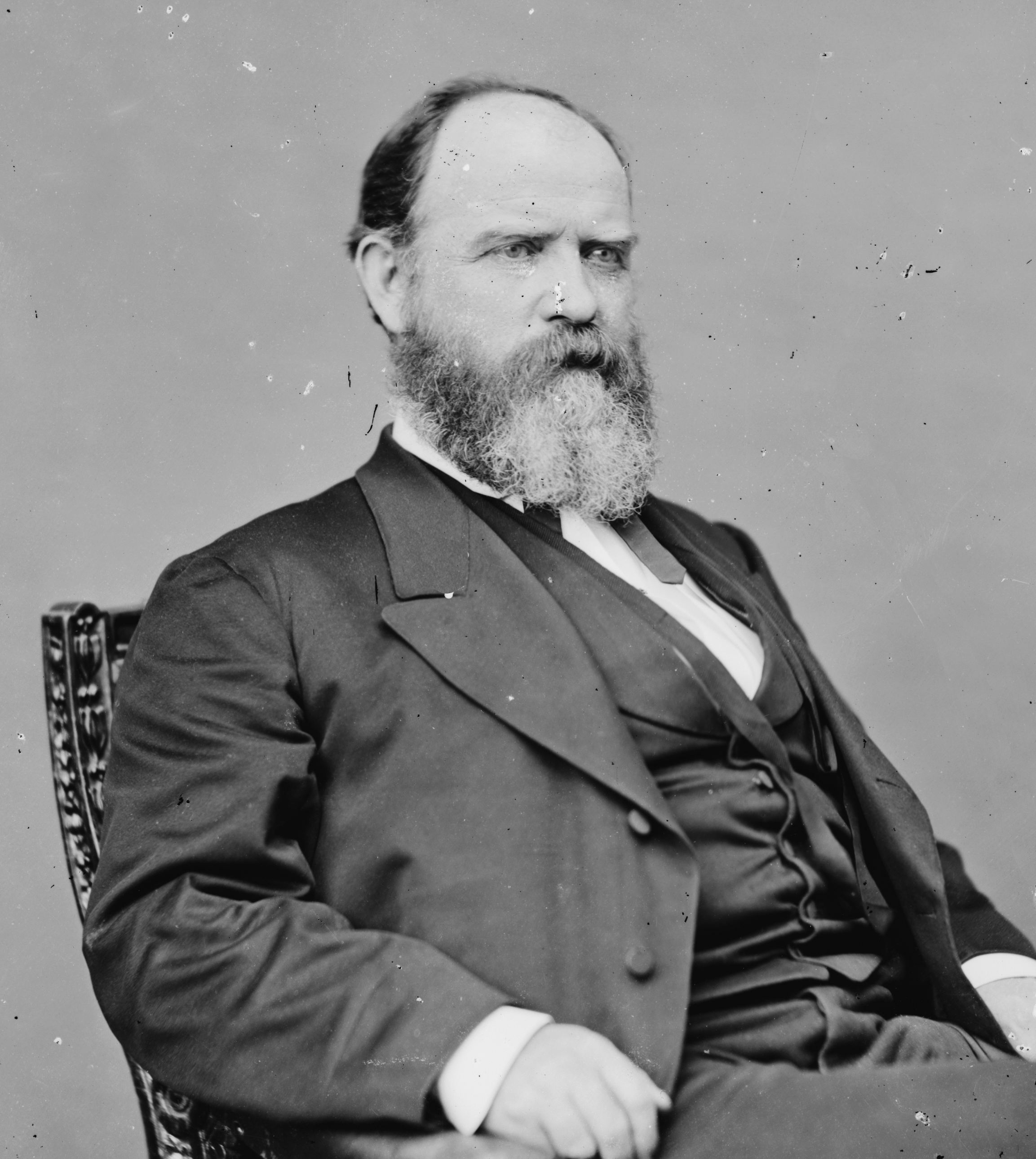
ジョン・クレスウェル

ジョン・エンジェル・ジェイムズ・クレスウェル（John Angel James Creswell, 1828年11月18日 - 1891年12月23日）は、アメリカ合衆国の政治家。1869年から1874年まで第26代アメリカ合衆国郵政長官を務めた。

## 生い立ちと家族
1828年11月18日、クレスウェルはメリーランド州セシル郡のクレスウェルズ・フェリー（現在のポート・デポジット）において誕生した。クレスウェルは地元で学び、1848年にペンシルベニア州のディッキンソン大学を首席で卒業した。クレスウェルはその後法律を学び、1850年にボルチモアで弁護士として認可を受けた。クレスウェルはメリーランド州エルクトンにおいて民主党員として政治生活を開始した。

## 初期の政治活動
1850年、クレスウェルはホイッグ党からメリーランド州改革会議の代表に立候補したが、敗北した。1861年、クレスウェルは共和党に加入し、メリーランド州下院議員に選出された。クレスウェルはエイブラハム・リンカーン大統領の強烈な支持者となった。クレスウェルは南北戦争において北軍を支援し、メリーランド州軍で軍務局長補佐を務めた。また1862年、クレスウェルは合衆国下院議員に選出され、1863年から1865年まで同職を務めた。その後クレスウェルは合衆国上院議員として選出され、1865年から1867年まで同職を務めた。

## グラント政権
1868年、大統領に就任したユリシーズ・グラントはクレスウェルを郵政長官に指名した。クレスウェルは郵政長官として、1セント郵便葉書の導入、郵政省の再編成を実施した。またクレスウェルは郵便貯金制度および郵便電信制度を提案した。
1874年、クレスウェルは突然に郵政長官を辞任した。クレスウェルの辞任は青天の霹靂であり、その理由について幾つもの議論を引き起こしたが、クレスウェルは疲労による辞任と表明した。

## 晩年
クレスウェルはグラント政権を離れた後、弁護士として働き、死去するまでメリーランド銀行総裁を務めた。
1891年12月23日、クレスウェルはメリーランド州エルクトンで死去した。クレスウェルの遺体はエルクトン市内のエルクトン長老派教会墓地に埋葬された。